# 基什岛
基什岛（波斯語：‎）是伊朗南部，波斯湾中的一座岛屿，面积90平方公里，北距伊朗南部海岸约18公里。该岛以出产珍珠闻名，有“波斯湾上的珍珠”之称。现基什岛为伊朗的一个经济特区，旅游业发达。